# Nahbereichsverteidigungssystem

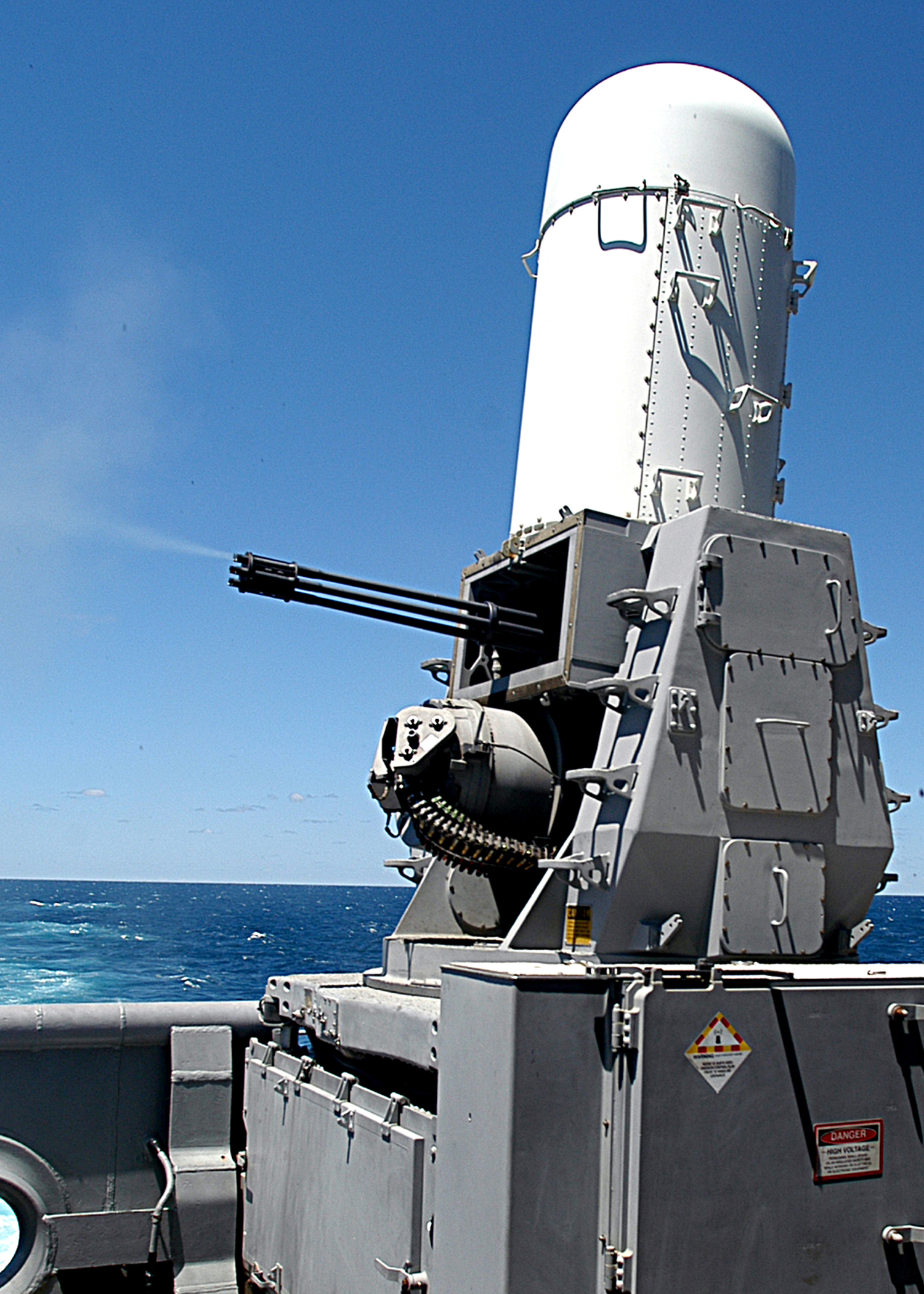
Phalanx-CIWS-Schnellfeuerkanone

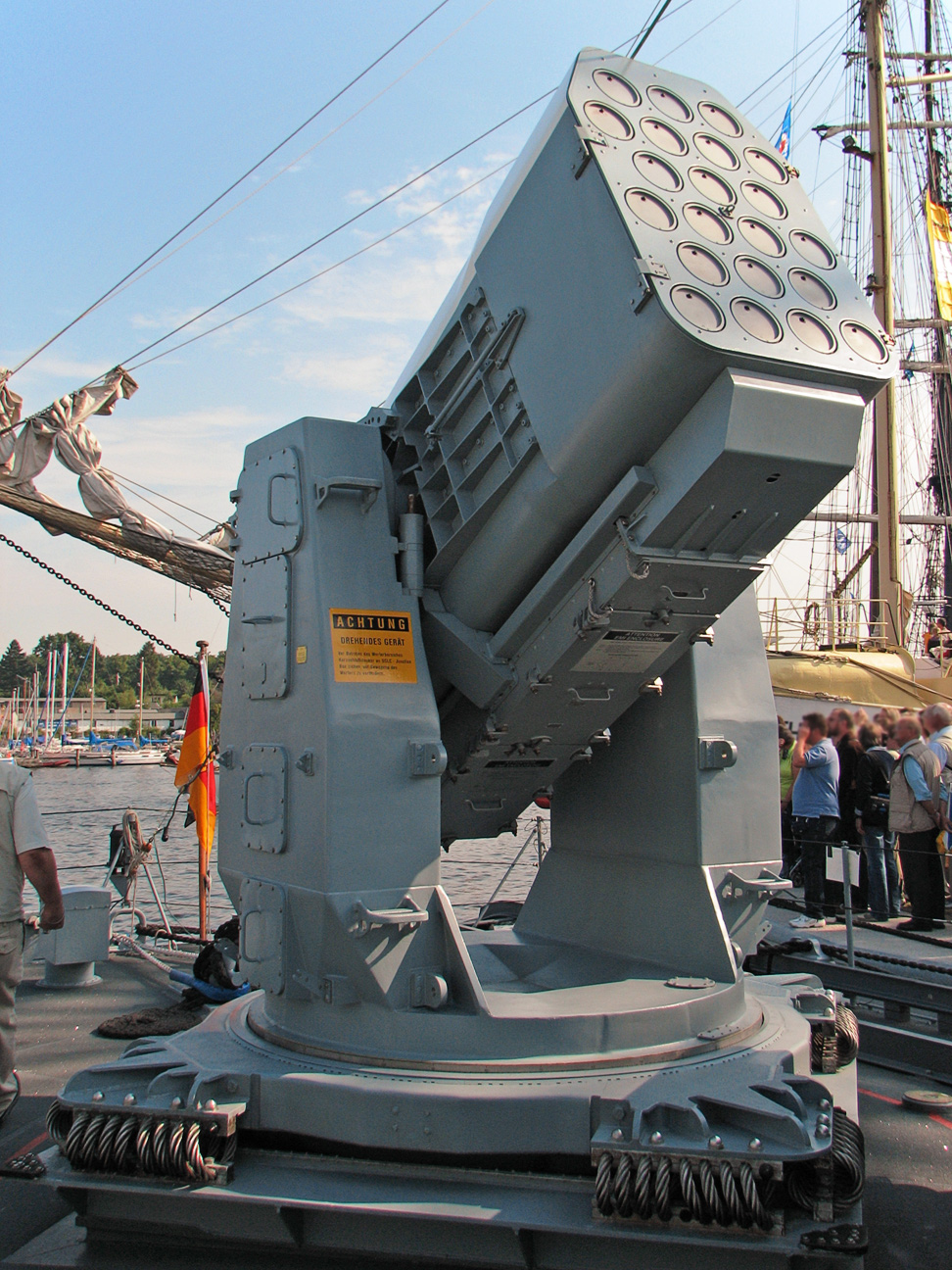
RAM-Starter auf dem deutschen Schnellboot Ozelot

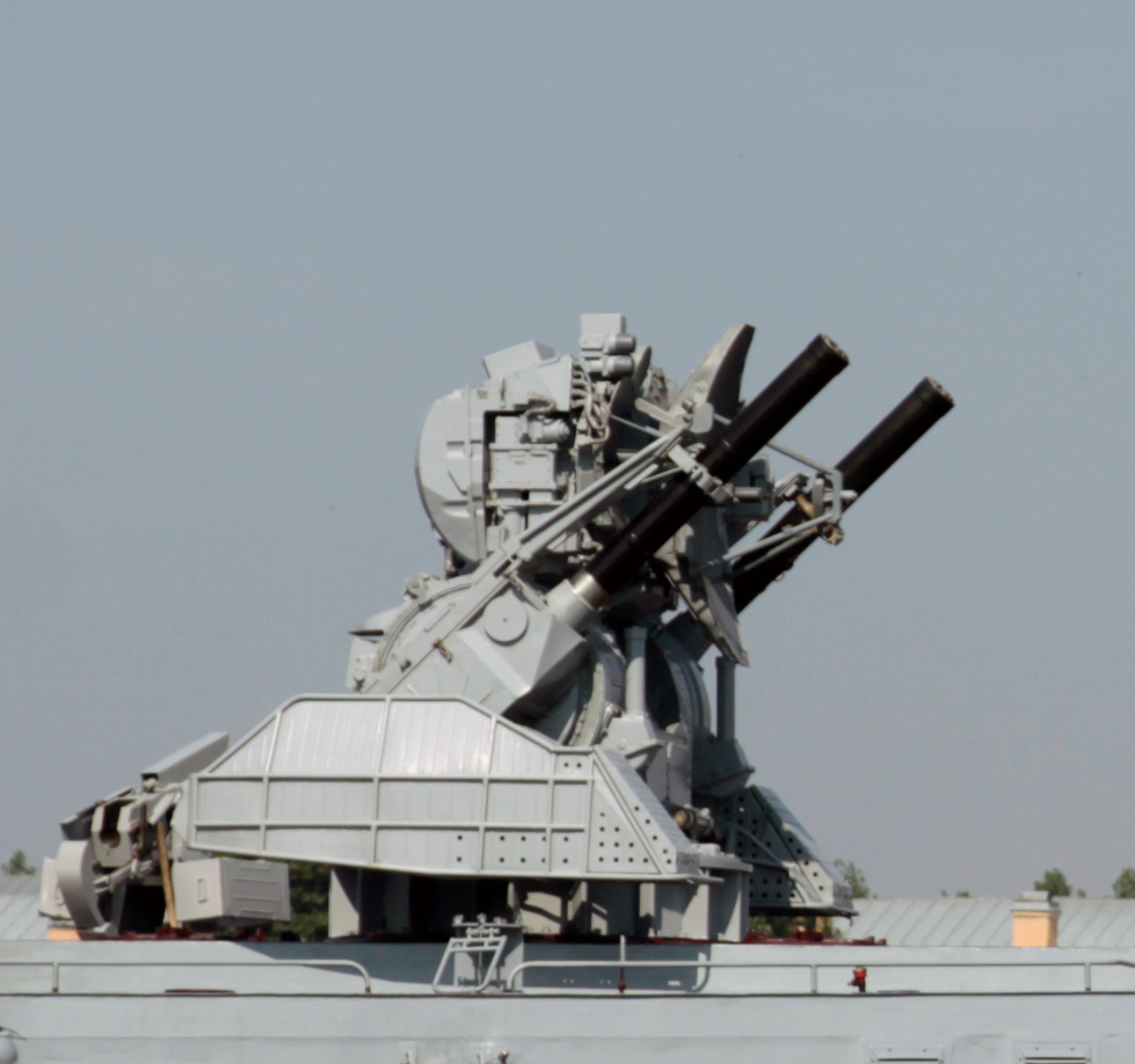
Das Kortik-CIWS-System an Bord der Stereguschtschi (Stereguschtschi-Klasse)

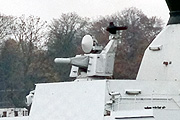
Goalkeeper auf der niederländischen Fregatte De Zeven Provinciën

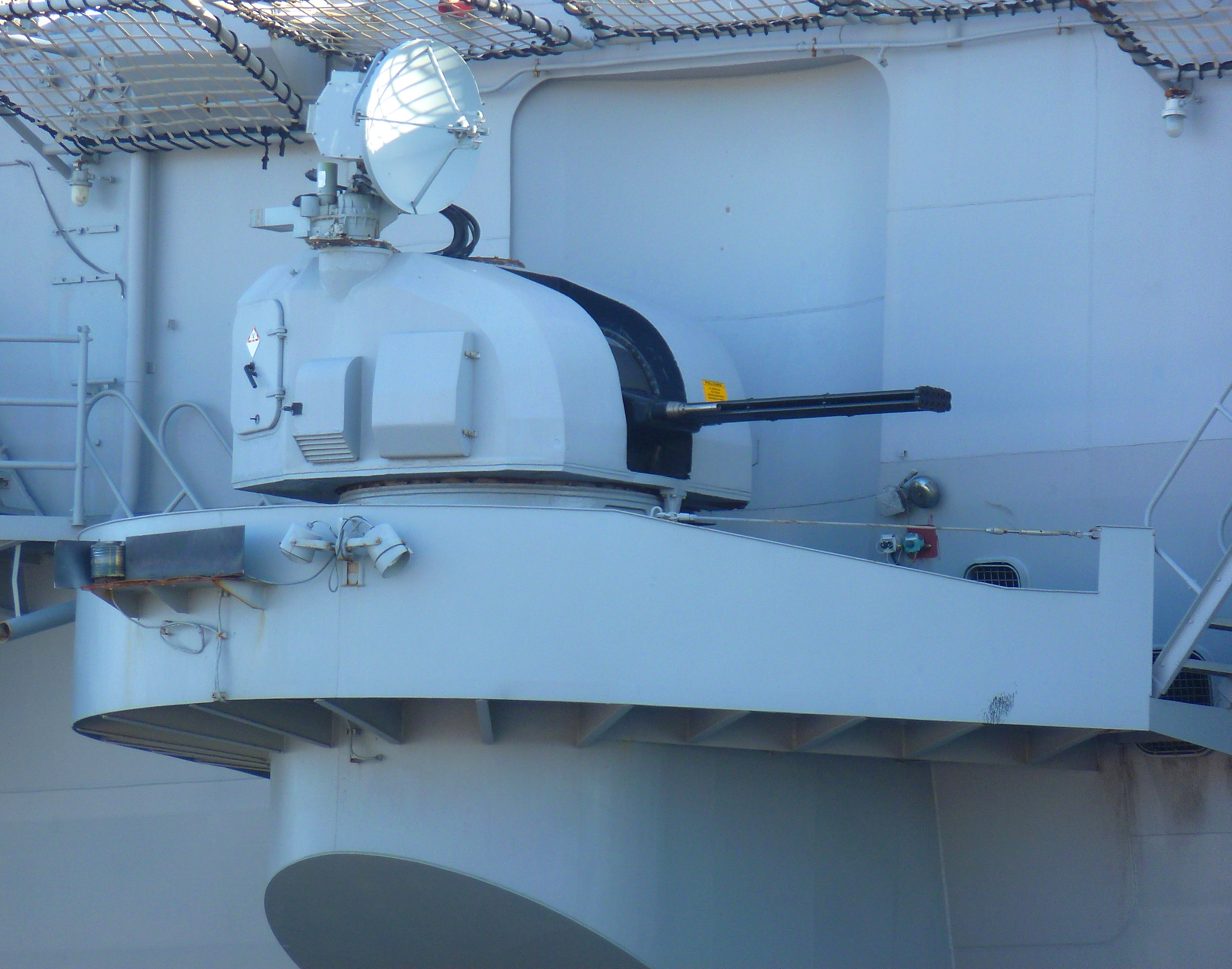
Meroka auf dem spanischen Flugzeugträger Principe de Asturias

Nahbereichsverteidigungssysteme, häufig abgekürzt CIWS nach dem englischen Begriff Close-In Weapon System, werden hauptsächlich auf Kriegsschiffen gegen anfliegende Flugkörper oder kleine Boote verwendet.
Ein Nahbereichsverteidigungssystem besteht in der Regel aus einer radargesteuerten Maschinenkanone und/oder einem Flugabwehrraketensystem. Es bildet die letzte Verteidigungslinie eines Kriegsschiffes.
Moderne Kreuzer, Zerstörer und Fregatten besitzen entweder je ein oder zwei unterschiedliche Systeme auf der Steuerbord- und Backbord-Seite oder je eines in Fahrtrichtung und achtern. Große Schiffe wie Docklandungsschiffe oder Flugzeugträger haben vier und mehr Waffen bzw. Starter. Bei der Deutschen und anderen Marinen werden Schnellboote ebenfalls mit einem Nahbereichsverteidigungssystem ausgestattet.
Ähnliche Entwicklungen für Panzerfahrzeuge, mit denen anfliegende Panzerabwehrgeschosse zerstört werden sollen, werden als Hardkill-Systeme bezeichnet.

## Geschichte
Nahbereichsverteidigungssysteme kamen in den 1970er Jahren auf, als die Bedrohung durch Seezielflugkörper immer stärker wurde, die mit herkömmlicher leichter Artillerie oder konventionellen Flugabwehrsystemen nicht zu bekämpfen sind. Zunächst wurden Systeme nur mit Rohrwaffen entwickelt. Um eine hohe Geschossdichte im Zielgebiet zu erreichen, verwenden diese Systeme Revolver- oder Gatlingkanonen. Später wurden auch Systeme mit Abfangraketen entwickelt.
Das sowjetische AK-230-System wurde bereits 1969 eingeführt und umfasst zwei 30-mm-Geschütze mit einer Feuerrate von je 1.500 Schuss/min. Es bekämpft Ziele, die über das Schiffsradar erkannt werden, gesteuert von einem speziellen Computer. Ab 1976 wurde das System AK-630 eingeführt, welches mit der sechsläufigen Gatlingkanone Grjasew-Schipunow GSch-6-30 eine höhere Kadenz von bis zu 6.000 Schuss/min erreicht. Die USA führten 1978 ein System auf der Basis der M61-Vulcan-Gatlingkanone mit der Bezeichnung Phalanx CIWS ein, das durch ein eigenes Computer- und Radarsystem gesteuert wird. Das ab 1979 in den Niederlanden gebaute Goalkeeper funktioniert ähnlich dem Phalanx, setzt aber wie das sowjetische System auf ein größeres Kaliber.
Zu Kampfeinsätzen unter Verwendung von Nahbereichsverteidigungssystemen kam es bislang während der Operation Earnest Will und der Operation Desert Storm. Dabei wurde am 17. Mai 1987 die Stark von einer irakischen Exocet-Rakete getroffen, nachdem das Phalanx-System eine Fehlfunktion hatte. Am 25. Februar 1991 wurde die Missouri von irakischer Seite mit SS-N-2 Styx beschossen, dem durch das Verwenden von Täuschkörpern entgegengewirkt werden sollte. Dabei fasste die Phalanx der Jarrett die ausgeworfenen Düppel der Missouri auf und eröffnete das Feuer auf diese. Die Missouri wurde durch die Phalanx-Salven mehrfach getroffen, die Besatzung kam jedoch nicht zu Schaden. Der Flugkörper wurde schließlich durch eine Sea-Dart-Rakete der Gloucester abgeschossen.
1996 wurde eine amerikanische A-6 Intruder versehentlich während einer Zielübung durch die Phalanx des japanischen Zerstörers Yūgiri abgeschossen; beide Besatzungsmitglieder konnten sich retten.

## Funktionsweise
Die Systeme sind meistens voll automatisiert und autonom. Sie werden lediglich von der Operationszentrale überwacht. Dies ermöglicht eine kürzere Reaktionszeit auf sich schnell nähernde Bedrohungen.
Das System identifiziert anfliegende Raketen anhand von Größe und Geschwindigkeit. Diese werden vom Computer in Gefahrenkategorien eingestuft: eine Rakete, die wahrscheinlich vorbeifliegt, wird nicht vom automatisierten System beachtet. Dann richtet sich die Waffe, je nach Art ob Kanonen- oder Raketensystem, aus. Die Raketensysteme feuern eine unterschiedliche Anzahl von Abfangraketen auf die Seezielflugkörper. Die kanonenbasierten Systeme richten sich solange auf den Flugkörper mit der höchsten Bedrohungsstufe aus, bis dieser zerstört ist, dann wird der nächste Flugkörper beschossen.

## Effektivität

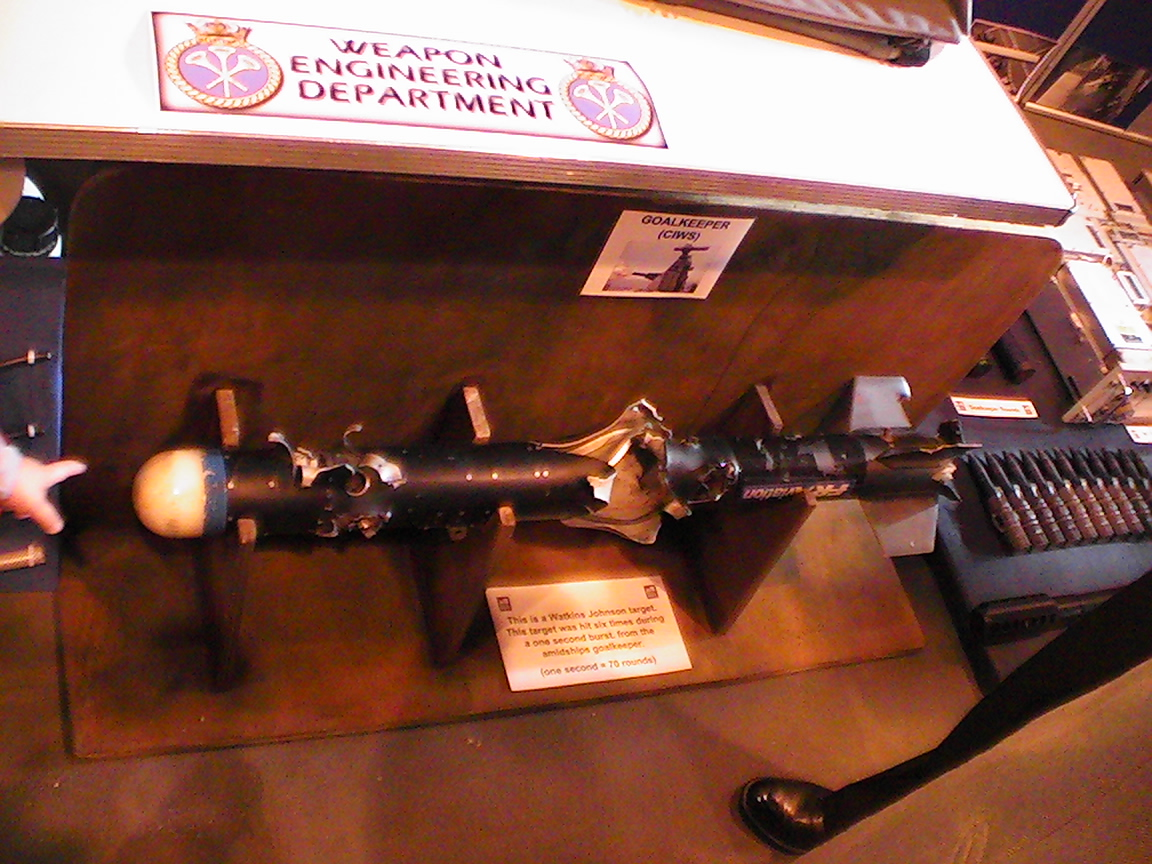
Rakete, die von einer Goalkeeper abgeschossen wurde

Da anfliegende Raketen relativ nahe am Schiff zur Detonation gebracht werden, muss mit leichten Beschädigungen durch Geschosssplitter gerechnet werden. Diese stellen für eine ungeschützte Besatzung sowie empfindliche Aufbauten (beispielsweise Funk- oder Radarantennen) immer noch eine beträchtliche Gefahr dar.
Das AK-230-System hat eine Reichweite von 2.500 m und eine Kadenz von 2.000 Schuss/min. Das „Phalanx CIWS“ hat eine Reichweite von rund 3.500 m und eine Kadenz von 4.500 Schuss/min. Die Block 1B-Variante soll laut dem Hersteller Raytheon Raketen mit Mach 2,4 und mehr abfangen können. Das Goalkeeper-System hat eine Reichweite von 350 bis 1.500 m bei einer Kadenz von 4.200 Schuss/min. Um eine Zerstörung zu gewährleisten, sollte die anfliegende Rakete hier nicht erheblich schneller als Mach 2 sein.
Das raketengestützte Abwehrsystem (RAM-System) RIM-116 Rolling Airframe Missile ist das schnellste der Nahbereichsverteidigungssysteme. Es kann Flugkörper mit einer Geschwindigkeit von Mach 3 abfangen und hat eine Reichweite von 5 bis 8 km.
Eine Sonderstellung nimmt das russische Kortik-System (NATO-Codename: SA-N-11 Grison) ein. Es kombiniert Abfangraketen, die ankommende Lenkflugkörper mit bis zu Mach 4,5 schon in einer Distanz zwischen 10 und 1,5 km abfangen können, und zwei 6-läufige Gatling-Kanonen mit einer Gesamtkadenz von 12.000 Schuss/min für Entfernungen von weniger als 1,5 km.

## Typen von Nahbereichsverteidigungssystemen
| Typ                                           | Hersteller/Land                                         | Bewaffnung (Typ)                      | Läufe / Kaliber (mm) | Kadenz (Schuss/min.) | Reichweite (maximal, m) |
| --------------------------------------------- | ------------------------------------------------------- | ------------------------------------- | -------------------- | -------------------- | ----------------------- |
| GDM-008 Millennium                            | Rheinmetall Oerlikon                                    | Rheinmetall KDG-Revolverkanone        | 1 × 35               | 01.000               | 3.500                   |
| Phalanx CIWS                                  | Raytheon                                                | M61 Vulcan                            | 6 × 20               | 04.500               | 5.500                   |
| Goalkeeper                                    | Thales Nederland                                        | GAU-8/A Avenger                       | 7 × 30               | 04.200               | 1.500                   |
| GM25-SZ Sea Zenith GM25-SS Sea Shield         | Oerlikon                                                | Oerlikon GBM-B1Z                      | 4 × 25               | 03.400               | 2.000                   |
| Meroka                                        | Fabrica de Artilleria Bazán                             | Oerlikon 20/120                       | 12 × 20              | 01.440               | 2.000                   |
| AK-630                                        | Sowjetunion                                             | Grjasew-Schipunow GSch-6-30           | 6 × 30               | 05.000               | 5.000                   |
| AK-230                                        | Sowjetunion Russland                                    |                                       | 2 × 30               | 03.000               | 6.700                   |
| 3K87 Kortik Kaschtan-M (Kortik-Exportversion) | Tulski Oruscheiny Sawod Konstruktionsbüro für Gerätebau | AO-18K-Geschütz 9M311-Raketen         | 2 × 6 × 30           | 10.000               | 4.000 8.000             |
| DARDO                                         | Oto Melara Breda                                        | Breda 40 mm L/70                      | 2 × 40               | 0.0450               | 8.700                   |
| Myriad CIWS                                   | Oto Melara                                              | 2 × KBD 25 mm/80                      | 14 × 25              | 10.000               | 1.000 (effektiv)        |
| Type 730 CIWS                                 | China Volksrepublik                                     | angeblicher GAU-8/A-Nachbau           | 7 × 30               | 04.200               | 3.000                   |
| Typhoon Weapon System                         | Israel                                                  | Oerlikon 20/120 Mauser MLG 27 GIAT 30 | 1 × 20 1 × 27 1 × 30 | 01.440 01.700 02.500 | 1.000                   |
| Denel 35DPG                                   | Denel                                                   | GA-35                                 | 2 × 35               | 01.100               | 6.000                   |
| BC-350 Chanakya                               | DRDO                                                    |                                       |                      |                      |                         |